# To Be Zdenka
To Be Zdenka osmi je studijski album hrvatske jazz i rock glazbenice Zdenke Kovačiček, kojeg 2004. godine objavljuje diskografska kuća Cantus.
Na albumu se nalazi nanovo snimljena skladba "Žena za sva vremena", a autor glazbe na materijalu je Marko Tomasović..

## Popis pjesama
1. "Odavno shvatila sam sve"
2. "Krivi me čovjek zanima"
3. "Začarane pustinje"
4. "To nisam bila ja"
5. "Žena za sva vremena"
6. "Sve je dobro (otkada te znam)"
7. "Ja ću pronaći svoj mir"
8. "Dovoljno je da me voliš"
9. "Vjerna sjećanju"
10. "It takes so little (Previše sam te voljela)"
11. "I'm a woman"
12. "Now when we're about to say goodbye (Možda ni ne osjećam kraj)"